# Amicula amiculata
Amicula amiculata is een keverslakkensoort uit de familie van de Mopaliidae. De wetenschappelijke naam van de soort is voor het eerst geldig gepubliceerd in 1787 door Pallas.